# هاسبورن-داوتوایلر
هاسبورن-داوتوایلر (به آلمانی: Hasborn-Dautweiler) یک منطقهٔ مسکونی در آلمان است که در تولای واقع شده‌است. هاسبورن-داوتوایلر ۲٬۸۰۴ نفر جمعیت دارد.